# Crossosoma
Crossosoma es un género de la familia Crossosomataceae. Consta de cuatro especies de arbustos.

## Taxonomía
El género fue descrito por Thomas Nuttall y publicado en Proceedings of the Academy of Natural Sciences of Philadelphia 4(1): 7–8. 1848. La especie tipo es: Crossosoma californicum Nutt.

## Especies
- Crossosoma bigelovii S.Wats. está en el desierto de California, Nevada, Arizona, y en Baja California.
- Crossosoma californicum Nutt. se encuentra en  península Palos Verdes,  Isla San Clemente y la Isla Santa Catalina de California, como también en la isla Guadalupe de México.
- Crossosoma glaucum
- Crossosoma parviflora